# Тісіо (станція метро)
«Тісіо» (грец. Θησείο) — станція Афіно — Пірейської залізниці Афінського метрополітену. Розташована за 8,603 метрів від станції метро «Пірей». Свою назву станція отримала від розташованого поблизу Храму Гефеста. Останній раніше також був відомий як Тісіо, оскільки помилково вважався храмом Тесея.
Станція була відкрита 27 лютого 1869 року. В 2004 році, перед відкриттям літніх олімпійських ігор 2004 року станція була реконструйована. Тісіо була першою залізничною станцією побудованою в місті Афіни.
У грудні 2010 року під час ремонтних робіт на станції «Тісіо» відкрили нові археологічні знахідки. Станцію відкриють після того, як Товариство археологів оприлюднить свій висновок.

Тісіо (станція метро)